# Idaea lilliana
Idaea lilliana là một loài bướm đêm trong họ Geometridae.